# جویی دی‌فرانسیسکو
جویی دی‌فرانسیسکو (انگلیسی: Joey DeFrancesco; ۱۰ آوریل ۱۹۷۱ – ۲۵ اوت ۲۰۲۲) موسیقی‌دان و نوازنده ارگ، پیانو و ساکسوفون تنور اهل ایالات متحده آمریکا بود. وی بین سال‌های ۱۹۸۸ تا ۲۰۲۲ میلادی فعالیت می‌کرد و در طی این مدت بیش از ۳۰ آلبوم منتشر کرد. او به‌طور گسترده با نوازندگان برجسته جاز مانند مایلز دیویس، هیوستون پرسون و جان مک‌لافلین همکاری داشت.